# ピョートル・ラヴロフ
ピョートル・ラヴロフ（ロシア語: Пётр Ла́врович Лавро́в、1823年6月14日 - 1900年2月6日）は、19世紀ロシアの社会思想家、ナロードニキの理論家。

## 生涯

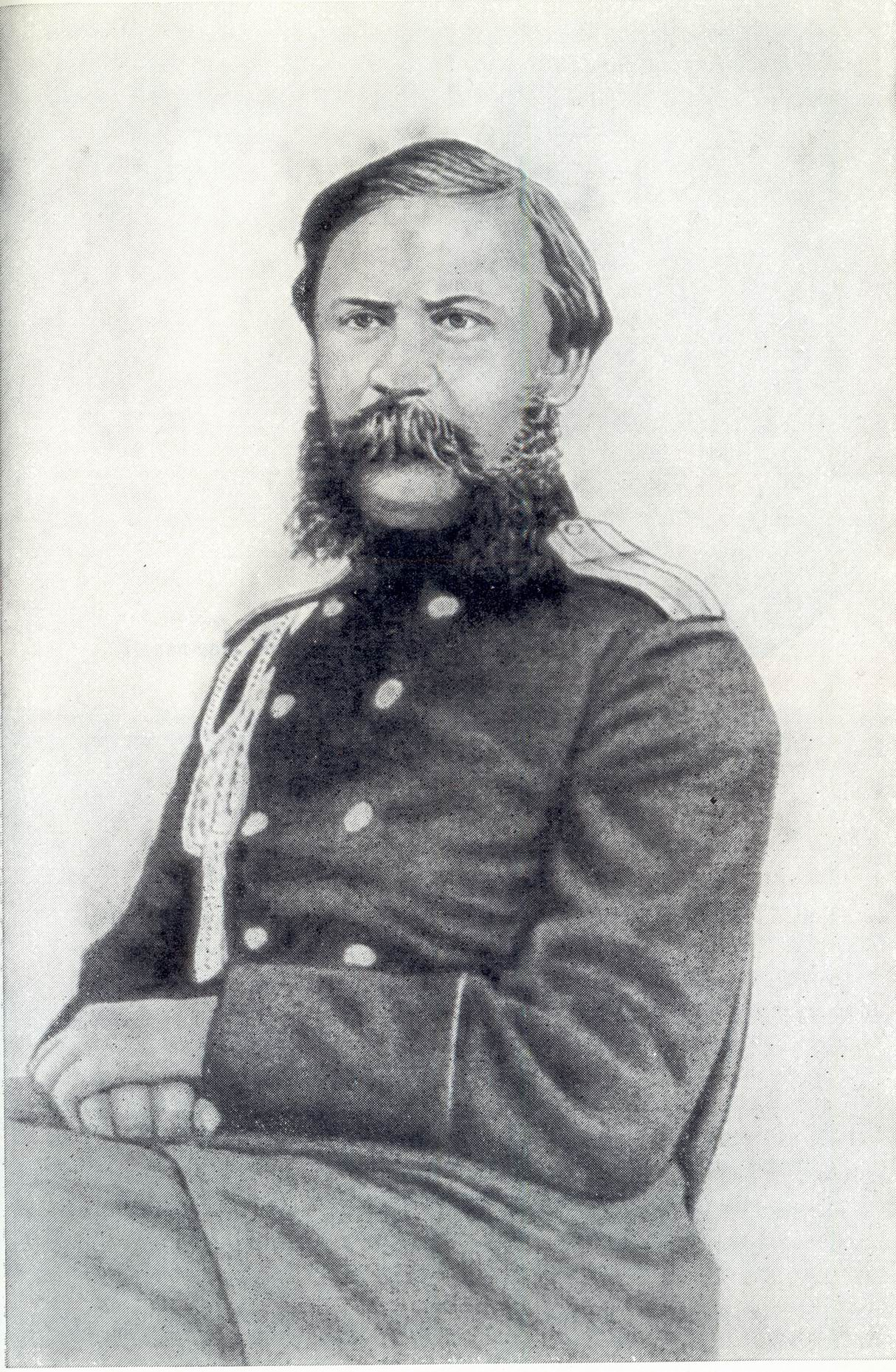
砲兵学校時代のラヴロフ

裕福な貴族の家庭に生まれ、陸軍士官学校を卒業。自然科学・論理学・哲学・歴史に精通し、1844年から1866年まで砲兵学校と砲兵大学校で数学教授として働いた。1862年からナロードニキの最初の団体「土地と自由 (ロシア)」に入り革命運動に参加し1866年に逮捕、1868年にウラル山脈地帯に流刑となる。1871年に国外に脱出し、フランスのパリにある人類学協会の一員となる。
1869年に主著『歴史書簡（Исторические письма）』を発表し、有名になる。1870年に第一インターナショナルに参加。パリ・コミューンにも参加し、援助を求めてロンドンにいるマルクスとエンゲルスに会いに行っている。1872年11月にチューリッヒを訪れ当時ロカルノにいたバクーニンと連絡を取り、雑誌への協力を求めるが、バクーニン側が編集への参加を条件としたために12月には決裂している。
1873年から1877年まで、機関紙『前進（Вперёд）』を発行し、ナロードニキの宣伝を行う。1875年に発表した詩「労働者のラ・マルセイエーズ（Рабочая Марсельеза）」は本家本元のラ・マルセイエーズのメロディーを当てて1917年に誕生したロシア臨時政府の国歌となっている（十月革命後の翌1918年にインターナショナルに変更された）。1883年から1886年にはレフ・ティホミーロフとともに、アレクサンドル2世を暗殺した「人民の意志」党を援護するための雑誌『人民の意志党通報（Вестник Народной воли）』を発行。
パリで客死した。最後の言葉は、「呼んでいる、…よく生きた、…終わりだ、人生は終わった」。享年76。

## 思想
ラヴロフは、社会革命をめざしての人民の教育と準備、そのための宣伝活動の必要を唱えた。そこで彼はゲルツェンの『鐘』を継承する雑誌を発行し、最初の頃はヨーロッパの社会主義思想をロシアに適用しようと考えていた。しかしスイスに亡命している若い世代のロシア人を知るうちに、より急進的な行動へと促されるようになる。『歴史書簡』では、「社会学における主観的方法」を主張する。つまり「批判的に思考する個人」、強固な意志を持った「英雄」を国民大衆に先行する者として示し、歴史におけるインテリゲンチャの役割こそロシアにおいては決定的なモメントであるとした。このことはナロードニキ運動が1870年代の末には「人民の中に行く」のを拒否し、テロリズムへと方針転換した事実と呼応する。
ラヴロフは、特権階級の文化は労働する階級の犠牲によって可能となった、その負債は支払わなければならないと考えた。これは文化自体に対する敵意ではないが、「文化というものが罪であるか、ないか」という問いに直面している。「人民の利益とならなければ、文化に存在理由はない」という態度は、ベリンスキーやチェルヌイシェフスキー、レフ・トルストイなどのインテリゲンツィアと共通している。

## 参考
- ヴェーラ・フィグネル『遙かなる革命（Запечатлённый труд）』（1933年）
- E・H・カー『バクーニン　Michael Bakunin』（1937年）
- ベルジャーエフ『ロシア思想史（Русская идея）』（1946年）
- 『大杉栄・伊藤野枝選集』第3巻「主観的歴史論－ピョートル・ラヴロフ論」（黒色戦線社、1988年3月）
- 佐々木照央『ラヴローフのナロードニキ主義歴史哲学』（彩流社、2001年）